# Eriocaulon elegantulum
Eriocaulon elegantulum är en gräsväxtart som beskrevs av Adolf Engler. Eriocaulon elegantulum ingår i släktet Eriocaulon och familjen Eriocaulaceae. Inga underarter finns listade i Catalogue of Life.